# Miguel Ángel Hernández
Frei Miguel Ángel Hernández, O.A.R. (Collado Villalba, 19 de janeiro de 1965) é um sacerdote católico espanhol e atual prior geral da Ordem dos Agostinianos Recoletos.

## Biografia
Miguel Ángel Hernández Domínguez nasceu em Collado Villalba (Madri, Espanha) em 19 de janeiro de 1965. Após seu noviciado em Los Negrales (Madri) e Burgos, fez sua profissão simples em 24 de junho de 1989 e, mais tarde, no mesmo lugar, em 10 de dezembro de 1988, fez sua profissão solene como agostiniano recoleto. Ele foi ordenado diácono em 1989 em Madri, pelas mãos do bispo auxiliar da mesma diocese, Dom Luis Gutiérrez Martín, CMF. Meses depois, dia 30 de junho de 1990, também em Madri, o bispo agostiniano recoleto Florentino Zabalza Iturri o ordenou presbítero.
Daquele tempo até 2006, Miguel Ángel Hernández realizou seu trabalho pastoral no Brasil, primeiro no Rio de Janeiro, depois em São Paulo e, mais tarde, em Belém do Pará, neste último lugar como formador. No período de 2000-2006, por dois períodos de três anos, ele foi vigário provincial. Em 20 de julho de 2006, o capítulo provincial da Província de Santo Tomás de Vilanova o elegeu prior provincial, cargo que ocupou até 2012.
Durante seis anos, Hernández dedicou-se à formação dos jovens agostinianos recoletos, primeiro no noviciado de Monteagudo e depois no teologado de Granada. Em 2018, os religiosos da Província de Santo Tomás de Vilanova o elegeram novamente prior provincial, tarefa à qual ele se dedicava no momento.
No 56º Capítulo Geral, em 2022, foi eleito Prior Geral em Roma.